# Haus zum Regenbogen

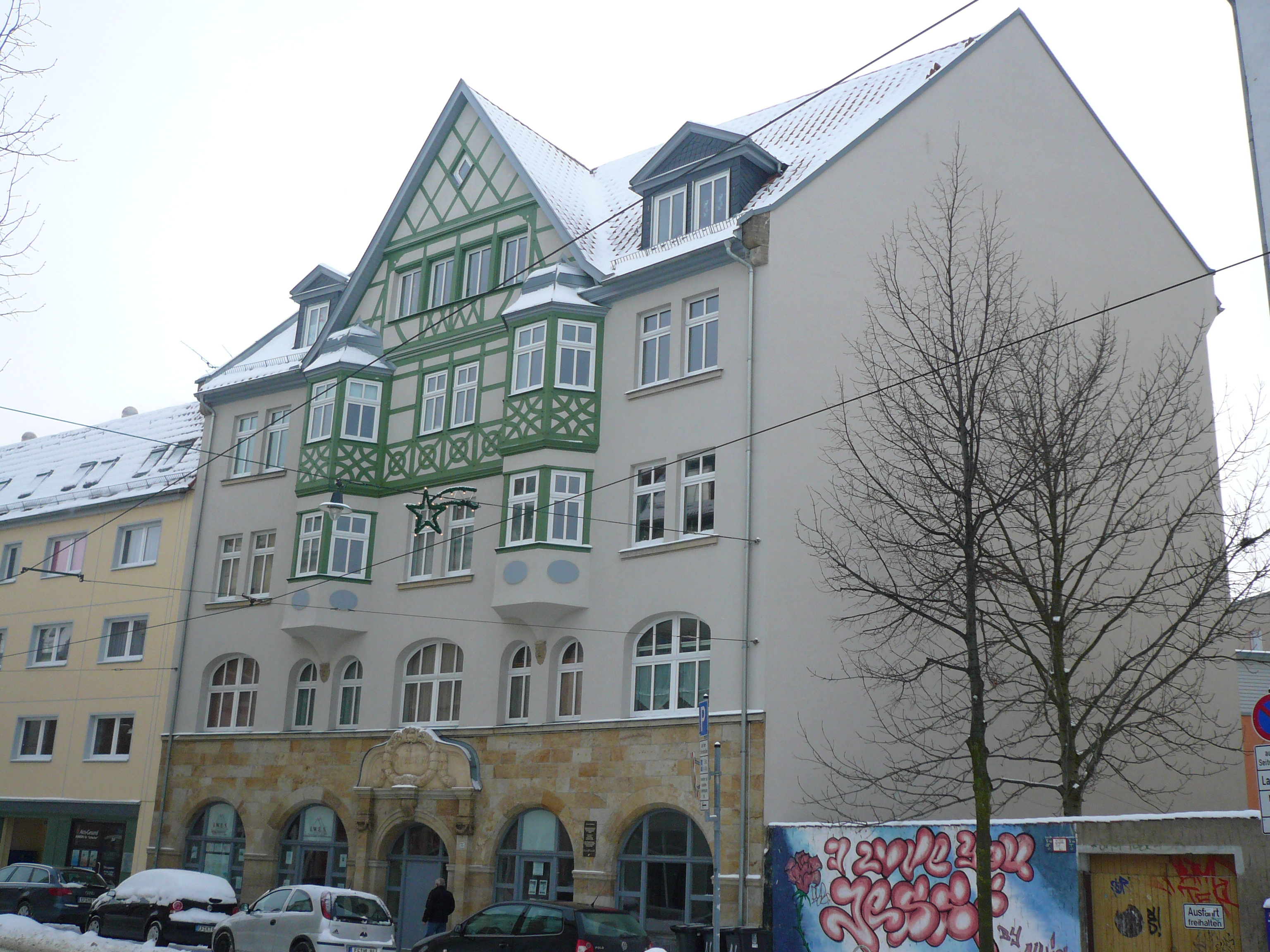
Das Haus „Zum Regenbogen“ nach der Renovierung, 2012

Das Haus zum Regenbogen, Johannisstraße 55 in Erfurt, ist ein um 1900 erbautes Wohn- und Geschäftshaus, das von 1925 bis 1933 als Volkshaus Sitz der Erfurter Gewerkschaften war.

## Geschichte
Das viergeschossige Haus wurde kurz vor dem Ersten Weltkrieg im Heimatschutzstil erbaut und nach seinem Vorgängerbau „Haus zum Regenbogen“ genannt. Das Erdgeschoss beherbergt zwei Ladenlokale links und rechts vom mittigen Eingang und ist mit Bossenquadern aus Sandstein verkleidet. Die Obergeschosse sind verputzt und weisen zwei über zwei Geschosse führende Erker auf. Die Dachzone ist mit einem mittig angeordneten Zwerchhaus versehen, dessen Giebel wie der entsprechend breite Teil der Fassade des 3. Obergeschosses mit Zierfachwerk verkleidet ist.
1925 wurde das Haus vom Allgemeinen Deutschen Gewerkschaftsbund (ADGB) erworben und für ihre Zwecke als Volkshaus umgebaut. Am 1. Mai 1933, dem sogenannten Tag der nationalen Arbeit, begann die NSDAP jedoch, die freien Gewerkschaften zu zerschlagen, in dem sie auch in Erfurt zunächst eine große Kundgebung auf dem Domplatz organisierte, an der ca. 50.000 von den Betrieben hierzu freigestellte Arbeiter teilnahmen. Am 2. Mai besetzten Polizei und SA auch das Haus zum Regenbogen. Sie verhafteten dort und an weiteren Erfurter Standorten 44 Gewerkschaftsfunktionäre und trieben sie in das Polizeigefängnis auf dem Petersberg.
2003 wurde vom Erfurter Büro des Deutschen Gewerkschaftsbunds (DGB) an dem Haus eine Gedenktafel angebracht, die an das Ereignis erinnert. Das Haus wurde danach für die Nutzung als Wohn- und Geschäftshaus saniert.